# Ernesto Massi
Ernesto Massi (Trieste, 9 giugno 1909 – Roma, 5 giugno 1997) è stato un geografo e politico italiano.
Fu vicesegretario nazionale del Movimento Sociale Italiano e presidente della Società Geografica Italiana.

## Biografia

### Attività scientifica
Ernesto Massi è stato un professore universitario di geografia noto per aver introdotto e fatto conoscere negli ambienti accademici degli anni trenta le dottrine della geopolitica.
Docente di Geografia economica all'Università Cattolica del Sacro Cuore di Milano e all'Università degli Studi di Pavia, diede vita nel 1939 - assieme al professore sempre di geografia ma dell'Università degli Studi di Trieste Giorgio Roletto - alla rivista Geopolitica. Rassegna mensile di geografia politica, economica, sociale, coloniale, edita tra il 1939 ed il 1942, facendo così conoscere in Italia tale disciplina.
La pubblicazione, che godette del patrocinio del ministro Bottai e che contò tra i collaboratori molti geografi italiani così come studiosi di altre materie (tra cui Amintore Fanfani), venne edita fino al 1942, dando spazio a saggi ed altri articoli che definivano tale disciplina ed i suoi oggetti di studio, argomenti allora ancora poco diffusi in Italia. Il primo numero della rivista riportò uno scritto di saluto del noto geopolitico tedesco Karl Haushofer.
Epurato dall'insegnamento quale simpatizzante fascista, divenne consulente di aziende industriali quale esperto di mercati internazionali delle materie prime. Riprese quindi ad insegnare nel 1955 nelle Università di Lecce e nella sede Brescia della Cattolica.
Dal 1959 fu all'Università Statale di Milano, quindi all'Università di Roma dal 1965. Dal 1971 ricoprì la qualifica di professore ordinario di geografia economica quindi, dal 1978 divenne presidente della Società Geografica Italiana fino al 1987.

### Attività politica
Combattente nei Balcani e sul fronte russo durante la seconda guerra mondiale, nell'ottobre 1943 Massi aderì alla Repubblica Sociale Italiana. Nel dopoguerra, si iscrisse al Movimento Sociale Italiano, divenendone nel 1947 uno dei dirigenti per l'Italia settentrionale e quindi, vicesegretario nazionale dal 1948 al 1952. A capo dell'ala "sinistra" del partito, fondò nel 1952 il centro studi “Nazione Sociale” ma, in disaccordo con la segreteria, lasciò il M.S.I. nel 1957, mentre era consigliere provinciale a Milano, per fondare il 15 dicembre il Partito Nazionale del Lavoro.
Rientrerà nel MSI nel 1972 attraverso l'Istituto di studi corporativi che fondò insieme a Gaetano Rasi, e che presiedette.

## Opere principali
- Lineamenti di geografia politica, Regia università di Trieste, 1931
- La partecipazione delle colonie alla produzione delle materie prime, Istituto fascista dell'Africa Italiana, Milano, 1939, 2ª ed.
- L'ambiente geografico e lo sviluppo economico nel Goriziano, Lucchi, Gorizia, 1933
- L'Africa economica, Giuffrè, Milano, 1941
- I fondamenti dell'integrazione economica europea: il Mercato comune del Carbone e dell'Acciaio,  Giuffrè, Milano, 1959
- Nazione Sociale. Scritti politici (1948-1976), ISC, 1990